# Sabinal, Texas
Sabinal là một thành phố thuộc quận Uvalde, tiểu bang Texas, Hoa Kỳ. Năm 2010, dân số của xã này là 1695 người.

## Dân số
- Dân số năm 2000: 1586 người.
- Dân số năm 2010: 1695 người.